# Татра
„Татра“ (на чешки: Tatra) е производител на автомобили от Копршивнице, Чехия.
Компанията е създадена през 1850 г. като „Nesselsdorfer Wagenbau-Fabriksgesellschaft“. Произвежда първата кола с двигател в Централна Европа през 1897 г. През 1919 г. сменя името си на „Татра“, на името на планините Татри.
Компанията е третият най-стар производител на коли в света след „Мерцедес-Бенц“ и „Пежо“. Производството на автомобили с марка „Татра“ спира през 1999 г., но компанията продължава да произвежда успешно камиони 4x4, 6x6, 8x8 10x10 и 12х12.

## Модели

### Автомобили
- Татра 10
- Татра T11
- Татра T12
- Татра T17
- Татра T57
- Татра T75
- Татра V570
- Татра T77
- Татра T77a
- Татра T80
- Татра T87
- Татра T97
- Татра T107
- Татра T600 Tatraplan
- Татра T603
- Татра T613
- Татра T700

### Камиони
- Tatra T13
- Tatra T26
- Tatra T27
- Tatra T43
- Tatra T81
- Tatra T111
- Tatra T128
- Tatra T141
- Tatra T805
- Tatra T138
- Tatra T148
- Tatra T813
- Tatra T815
- Tatra T163 Jamal
- Tatra T816